# Kušanska umjetnost
Kušanska umjetnost je umjetnost države Kuš i Kraljevstva Meroe (oko 750. pr. Kr. do 350.), tj. Nubijaca i pokrajine Nubije u južnom Egiptu i sjevernom Sudanu, na koju je snažno utjecala staroegipatska umjetnost, ali koja je izgradila svoje osobite odlike.

## Povijest
Prva kultura gornjeg toka rijeke Nil bila je Kerma kultura oko jednog od najranijih naselja na Nilu, gradu Kerma. Do 1750. pr. Kr. kraljevi Kerma su bili dovoljno snažni da organiziraju velike građevinske pothvate po uzoru na njihove sjeverne susjede Egipćane (gobnice i palače od adobea) kojima su nekoliko puta i ozbiljno zaprijetili. Novo egipatsko kraljevstvo (oko 1532. – 1070. pr. Kr.) se proširilo na jug i uništilo prvo Kušansko kraljevstvo za vladavine Tutmozisa I. (oko 1520. pr. Kr.). Egipćani su ustanovili novo središte pokrajine Nubije, grad Napata, i ubrzo su kraljevi Kuša prihvatili egipatsku religiju, koje su pomiješali s lokalnim običajima, o čemu svjedoče grobnice i hramovi Barkala. 
Kušansko kraljevstvo je čak okupiralo Egipat i vladalo njime kao 25. dinastija trećeg prijelaznog razdoblja starog Egipta. Najveći vladar ujedinjenog Egipatskog i Kušanskog kraljevstva, koje je bila najveća država starog vijeka u Africi, bio je faraon Taharka (690. – 664. pr. Kr.) koji je obnovio hram u Karnaku i izgradio najveće hramove i piramide u Nubiji. Za njegove vladavine Asirci su osvojili Egipat, ali je Kušansko carstvo nastvailo postojati dugo nakon toga.
Grad Meroe je dobio na važnosti za vrijeme kušanskog kralja Arrakkamanija (280. pr. Kr.), u vrijeme 30. dinastije helenističko-rimskog perioda starog Egipta, kada je kraljevska nekropola iz grada Napata prebačena u Meroe. Kada je Rimsko Carstvo 23. pr. Kr. osvojilo Egipat, Kušansko kraljevstvo sa središtem u Meroeu se proširilo prema sjeveru u Egipat. Na vrhuncu moći kraljevi Meroea su vladali dolinom Nila u duljini od preko 1.000 km. Kraljevi su dijelili vlast s kraljicom-majkom (Kandake, titula koja se dugo zadržava u Nubiji i Etiopiji), a dvorjani su bili rizničari, čuvari pečata, vođe arhiva, glavni pisari i dr.
Pad Kušanskog kraljevstva obilježeno je pobjedničkom stelom neimenovanog vladara Aksuma koja je podignuta u Meroeu oko 330. godine.

## Arhitektura
Prve nubijske građevine podizane su od poroznih materijala (blato i adobe), dok su važnije građevine klesali u živoj stijeni (što će kasnije prihvatiti Novo egipatsko kraljevstvo). Kako su naselja rasla preovladala je arhitektura od adobea, dok su okrugle grobnice građene od klesanog kamena, poput onih u hramu Deffufa u gradu Kerma. Vjeruje se kako je to bio veliki hram na dva kata ispred nekropole s oko 30.000 grobnica. Vanjski zidovi su bili obloženi kameom, a unutarnji ukrašeni šarenim slikama životinja, dok su podovi bili popločani tamnim kamenom. Kraljevske grobnice su imale tzv. nubijski svod, polukružni izduljeni svod od adobe opeka.
Kušanski kralj Pij, koji je uspio osvojiti ostatak Egipta i osnovati Dvadeset petu egipatsku ili "Nubijsku dinastiju", dao je u podnožju Barkala podići Amonov hram i slavnu stelu u kojoj slavi osvajanje Egipta. Ruševine oko Barkala čini 13 hramova i 3 palače, te nekropola s tridesetak grobnica od 3. do 1. stoljeća pr. Kr. od kojih su neke imale karakteristične strme nubijske piramide do 30 m visine. Nubijske piramide se sastoje od tri dijela: piramide, grobne komore u obliku hrama ispred piramide i njezina ulaza uokvirenog pilonima. Za razliku od egipatskih piramida nubijske nisu bile prikrivene pločama, a većina ih je pristupačna stubama i bogato dekorirana bareljefima i slikama.
Napatansko groblje El-Kurru se nalazi 20 km od Barkala i u njemu se nalazi nekoliko kraljevskih grobnica i članova njihove obitelji. Na groblju, koje je bilo u uporabi između 9. i 7. stoljeća pr. Kr., postoje različite vrste grobova, od najjednostavnijih, prekrivenih malim tumulima, do najkompleksnijih s piramidom na vrhu.
U gradu Meroe su pronađeni ostaci palače, nekoliko hramova i brojnih domaćinstava, dok je u nekropolama otkriveno kako su se piramide gradile iznad grobnih komora s ostacima pokopanih ili mumificiranih tijela koja su bila bogato urešena nakitom od zlata (sada u muzejima u Münchenu i Berlinu). Na zidovima su oslikani kraljevi i njihove kraljice-majke (Kentake), te nekoliko poglavlja Knjige mrtvih. Nekoliko stela je bilo ispisano meroitskim pismom, kao i nekoliko metalnih i keramičkih posuda pronađenih u grobovima. Ponajbolji kameni bareljefi su 1905. odnešeni u Britanski muzej (London), te dijelom u muzej u Khartoumu.
- Posljednji stupovi Amonovog hrama ispod Barkala
- Rekonstrukcija Amonovog hrama
- Piramida kraljice Amanitore, Meroe
- Piramide u Nuri
- Ostaci Amonovog hrama u Sanamu

## Kiparstvo
Slobodno stojeća skulptura je bila pod jakim utjecajem egipatske. To su uglavnom djela iz Napatanskog razdoblja i predstavljaju kralja, poput niza kolosalnih kipova iz raznih hramova. Poput egipatskih, vladar uvijek ima jednu nogu u iskoraku, ruke uz tijelo i lice u potpunosti u egipatskom kanonu. Vladar je obično nosio usku kapu na glavi i dvostruku presavijenu zmiju (znak dvojnog kraljevstva). Kao tipična nubijska odlika javlja se snažno modeliranje tijela, nos je širi i usne punije od usporedivih egipatskih djela. Kipovi su često napravljeni od tvrdog kamena i dobro polirani dok su neka područja namjerno ostala gruba. Ovdje se nekada vjerojatno nalazila pozlata ili nakit.
Od vremena nakon 6. stoljeća prije Krista, međutim, postoji samo nekoliko primjera kraljevske skulpture, a preživjeli primjeri imaju odlike ranijih radova, ali ne i njihovu kvalitetu.
Hramski reljefi Meroe razdoblja često pokazuju nizove božanstava ispred vladara, dok su likovi formirane po egipatskom kanonu, ali su obično istaknutiji. Također su ptkriveni i brojni fragmenti povijesnih scena koje prikazuju izrazito životne ljude i životinje (utjecaj asirske umjetnosti). Kipovi iz tog razdoblja imaju i helenističke odlike, poput dvostruke skulpture kraljica iz hrama Tabo (100. pr. Kr.) koje imaju grčke haljine i lovorov vijenac na glavama. Od otprilike iz tog vremena postoje i neki primjeri manjih skulptura od metala koji se ističu posebno svojim tehničkim majstorstvom.
- Reljef egipatskog lokalnog vladara Iuputa II. (754.-727. pr. Kr.) koji je prikazan u nubijskom stilu.
- Glava Kušanskog vladara iz oko 700. pr. Kr., Brooklyn
- Glava sfinge s licem faraona Taharka
- Portret kandake kraljice Amanitore iz njezine grobnice u Meroeu
- Reljef kralja Amanitenmomidea iz njegove piramide (Muzejski otok, Berlin)

## Primijenjena umjetnost
Kušansko slikarstvo se javlja isključivo kao zidna slika kojom se ukrašavaju hramovi. Od egipatskog slikarstva se razlikuju jer su obično nizovi brojnih figura vladara s raznim božanstvima u prirodnoj veličini, oslikani na bijeloj podlozi zida. Boje se rijetko koriste, s tim da je boja kože muškaraca obično crvena, a žuta u žena. Poslije egipatske nubijske dinastije slikarstvo se uglavnom pogoršava.
U Meroitskom razdoblju razvija se izvanredna proizvodnja visoko kvalitetnih lončarskih proizvoda. Često su obojani u svijetle boje s geometrijskim, ali i figuralnim prizorima, a mogu se razlikovati različite radionice, pa čak i umjetnički rukopisi.
- Prizor iz kapele u piramidi iz Barkala, 7. st. pr. Kr.
- Glinena posuda iz Farasa, Britanski muzej u Londonu.
- Meroe posuda iz Farasa (Muzejski otok, Berlin)
- Meroe brončana svjetiljka u obliku okovanog roba
- Nakit kraljice Amanishakheto, Berlin